# Convento dominico de Caleruega
En el edificio del Convento de los frailes dominicos de Caleruega funciona la Casa de Espiritualidad Santo Domingo, gestionada por los frailes. La edificación data del siglo XX, pero su estilo arquitectónico corresponde al románico. En cada esquina hay grandes torretas, basadas en las antiguas torres de la muralla del pueblo. Es visible desde tres costados, con una hermosa fachada que da a la plaza del pueblo que es la que resulta más familiar para cuantos lo visitan, ahí está la recepción de la Casa de Espiritualidad. Otra vista por el costado norte y una tercera vista, que es una segunda fachada, más monumental, que mira a la carretera, pero que, por estar tras una tapia y un terreno deportivo, práctica- mente pasa desapercibida para el visitante. No es visible, desde el exterior el costado sur, por estar adosado al monasterio de las Madres Dominicas.

## Fundación
En el año 1952, promovido por el fraile dominico Venancio Diego Carro, se iniciaron las obras de construcción de dicho convento, que finalizaron en 1957. Está edificado en piedra. Como parte de la Casa de Espiritualidad poseeun museo Santo Domingo de Guzmán, adaptado para ciegos, una sala de exposión permanente con parte de la obra del fraile escultor Alfonso Salas y tres capillas, una con un crucifijo gótico y una talla policromada barroca de Santo Domingo, y de la Virgen María, que data del siglo XVI. Así como una imporante colección de obras de arte, donde destacan las vidrieras y mosaicos del también fraile dominico Domingo Iturgaíz
Es un convento muy importante pues, al encontrarse en la cuna de Santo Domingo, muchos frailes y fieles, así como turistas de todo el mundo pasan por él.

## Bodega de Santa Juana
En el convento se encuentra también la bodega de la Beata Juana, en la cual se encuentra una escultura que recuerda el milagro obrado por ésta: su marido, el venerable Félix, se fue a la guerra y ella vació todas las cubas de vino para dárselo a los pobres. Al volver su marido las cubas, milagrosamente, aparecieron llenas.

## Torreón de los Guzmanes
En el claustro se encuentra un torreón medieval del siglo XII. Monumental torre que formaba parte de las poblaciones amuralladas que aparecieron a lo largo del siglo X a la vista del Duero. Durante la reconquista, Caleruega formaba junto con Clunia, Gumiel de Izán, Valdeande y Tubilla una línea de fortalezas, posteriormente consolidadas como Condado de Castilla por Fernán González.
Está construido en mampuesto con refuerzo de sillería en las esquinas, de forma rectangular sus muros tienen una altura de 17 metros y dos de espesor. Formó parte de la casa solariega de la noble familia de los Guzmán-Aza.